# Метт Прентіс
Метт Прентіс (англ. Matt Prentice; нар. 1 січня 1980) — колишній новозеландський тенісист.
Найвищу одиночну позицію світового рейтингу — 1408 місце досяг 10 травня 2004, парну — 623 місце — 7 березня 2005 року.

## Титули ITF Ф'ючерс

### Парний розряд: (2)
| Ранг | Дата     | Турнір                     | Покриття | Партнер        | Суперники                      | Рахунок          |
| ---- | -------- | -------------------------- | -------- | -------------- | ------------------------------ | ---------------- |
| 1.   | Кві 2004 | Японія F2, Сідзуока        | Килим    | Лі Радовановіч | Марк Нілсен Мірко Пегар        | 6–7(5), 6–3, 6–4 |
| 2.   | Лют 2005 | Нова Зеландія F2, Норт-Шор | Тверде   | Марк Нілсен    | Бенджамін Стапп Клінтон Томсон | 6–2, 6–7(5), 7–5 |